# Anne Dallas Dudley

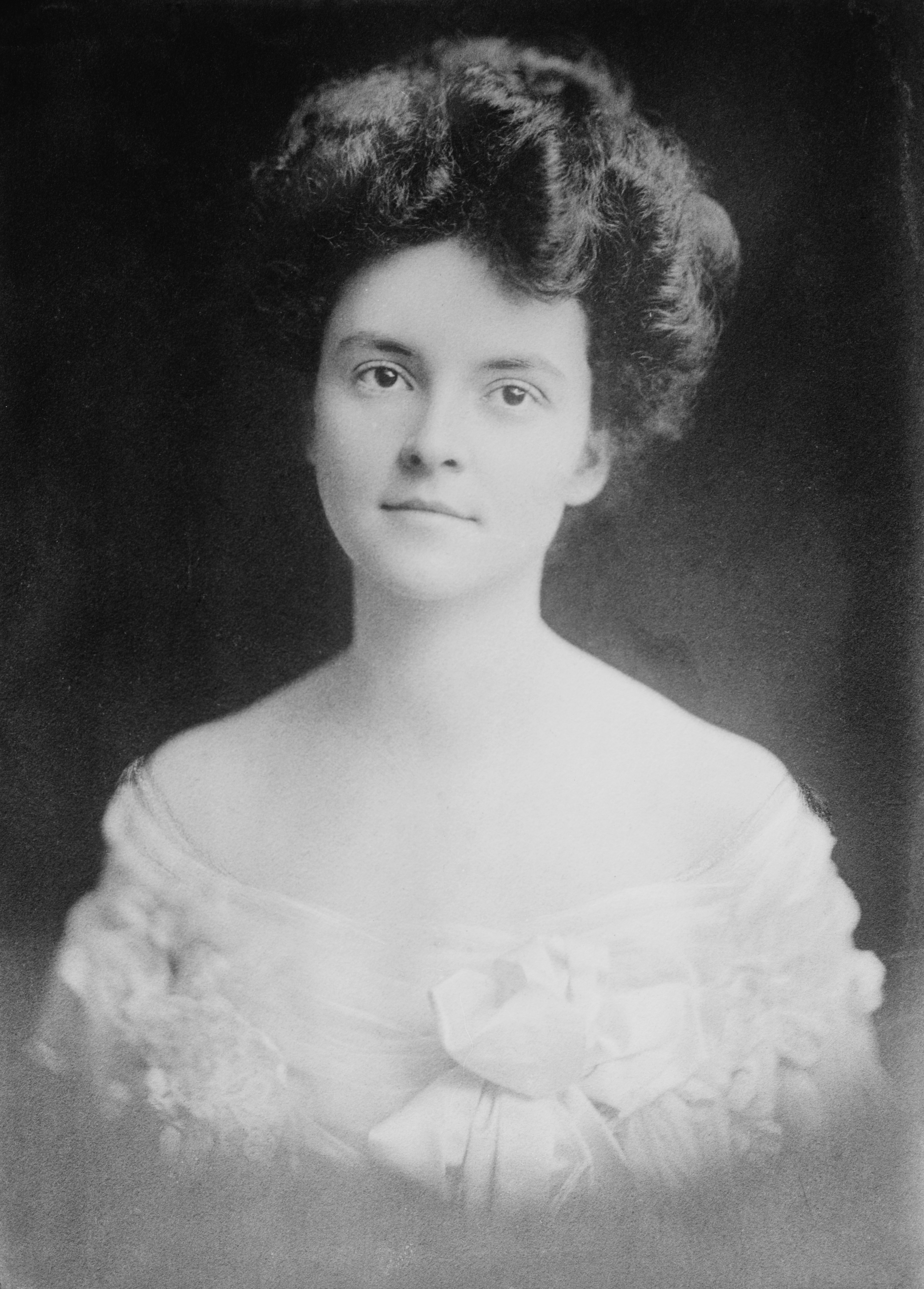
Anne Dallas Dudley (um 1900)

Anne Willis Dallas Dudley (* 13. November 1876 in Nashville als Anne Willis Dallas; † 13. September 1955 in Belle Meade, Davidson County) war eine US-amerikanische Suffragette aus dem Bundesstaat Tennessee.

## Leben
Anne Dallas kam im November 1876 als Tochter einer prominenten Familie in Nashville zur Welt und besuchte in ihrer Heimatstadt das Ward Seminary und Price’s College. Anschließend heiratete sie den Versicherungsunternehmer Guilford Dudley (1854–1945) und bewohnte mit ihm ein Anwesen auf dem Land westlich von Nashville. Ab 1911 engagierte sich Anne Dallas Dudley in der Suffragettenbewegung, die die Einführung des Frauenwahlrechts einforderte. Zunächst in einer lokalen Gruppe aktiv, übernahm sie mit Abby Crawford Milton und Catherine Talty Kenny bald die Führung der Suffragettenbewegung in Tennessee. 1914 führte sie in Nashville den ersten Suffragettenmarsch in den Südstaaten an. Ab 1915 war sie Präsidentin der Tennessee Equal Suffrage Association und stieg 1917 als dritte Vizepräsidentin in den Vorstand der National American Woman Suffrage Association (NAWSA) auf. Neben der Organisation lokaler Gruppen trat sie unter anderem als öffentliche Rednerin und als Zeugin vor Legislativkomitees in Erscheinung. Auch darüber hinaus war Dudley bald ein bekanntes Gesicht der Suffragetten: Die Bewegung nutzte Fotografien, wie Dudley gemeinsam mit zwei ihrer Kinder Suffragettendemonstrationen anführte, um den Vorwurf zu entkräften, dass die Suffragetten die traditionelle Familie zerstören würden.
Mit der Einführung des Frauenwahlrechts durch den 19. Zusatzartikel zur Verfassung der Vereinigten Staaten, der 1919 vom Kongress ratifiziert worden war, waren die Bemühungen Dudleys und anderer Suffragetten erfolgreich. Maßgeblich war Dudley daran beteiligt, im August 1920 die Tennessee General Assembly von einer Zustimmung zum Verfassungszusatz zu überzeugen. Mit der Zustimmung aus Tennessee hatten auch die erforderlichen drei Viertel aller US-Bundesstaaten den Verfassungszusatz angenommen, wodurch dieser offiziell zur US-Verfassung hinzugefügt wurde. Im gleichen Jahr war Dudley als erste Frau delegate-at-large der Democratic National Convention. Zuvor war sie bereits als erste Frau als assoziiertes Mitglied in den Vorstand der Tennessee Democratic Party aufgenommen worden. Im Herbst 1920 unterstützte sie gemeinsam mit ihrem Ehemann Tennessees Gouverneur Albert H. Roberts bei dessen erfolglosen Bemhüungen um eine Wiederwahl. Danach zog sie sich aus der Suffragettenbewegung zurück; der League of Women Voters trat sie nie bei. Stattdessen interessierte sie sich zunehmend für Fragen der Gesundheitspolitik. Als Mitbegründerin und führendes Mitglied der Woman’s Civic League of Nashville trat sie für stadtintern klare Zuständigkeiten bei der Gesundheitspolitik ein; in den 1930er Jahren engagierte sie sich als Präsidentin der Maternal Welfare Organization of Tennessee für bessere Möglichkeiten zur Empfängnisverhütung.
Dudley starb 1955 im Alter von 78 Jahren in Belle Meade. Sie liegt in Nashville begraben. Heute ist Dudley auf dem Gemälde Pride of Tennessee abgebildet, das im Tennessee State Capitol hängt und elf bedeutende Einwohner des Bundesstaates ehrt. 1995 wurde sie in die National Women’s Hall of Fame aufgenommen. 2016 wurden Dudley, Abby Crawford Milton, Carrie Chapman Catt, Juno Frankie Pierce und Sue Shelton White mit einer Statue des Bildhauers Alan LeQuire in Nashvilles Centennial Park geehrt. Ein Jahr später wurde eine innenstädtische Straße in Nashville nach Dudley benannt. Seit 2021 vergibt der Secrety of State von Tennessee jährlich den Anne Dallas Dudley Award an jene Schulen im Bundesstaat, die bestimmte Quoren bei der Wählerregistrierung wahlberechtigter Schülerinnen und Schüler erfüllen. Ihr Sohn Guilford Dudley Jr. (1907–2002) war von 1969 bis 1971 unter Richard Nixon US-Botschafter in Dänemark.